# Chiêu Hóa
Chiêu Hóa (chữ Hán giản thể: 昭化区, Hán Việt: Chiêu Hóa khu) là một quận thuộc địa cấp thị Quảng Nguyên, tỉnh Tứ Xuyên, Cộng hòa Nhân dân Trung Hoa. Quận này có diện tích 1435 km2, dân số năm 2002 là 240.000 người. Tên cũ của Chiêu Hóa là Nguyên Bá, ngày 13 tháng 3 năm 2007 thì đổi thành Chiêu Hóa.
Quận Chiêu Hóa được chia thành 9 trấn, 16 hương:
- Trấn: Nguyên Bá, Chiêu Hóa, Vệ Tử, Hổ Khiêu, Vương Gia, Thái Công, Hồng Nham, Bách Lâm Cấu, Ma Than.
- Hương: Thiết Tiễn, Minh Giác, Bạch Quả, Liễu Kiều, Sa Bá, Văn Thôn, Trần Giang, Thanh Ngưu, Hoàng Long, Thanh Thủy, Mai Thụ, Xuân Khê, Trương Gia, Đinh Gia, Phổ Hiền, Đại Triều, Triều Dương, Tử Vân, Thạch Tỉnh Phô.